# Rogóźno-Kolonia
Rogóźno-Kolonia – kolonia w Polsce położona w województwie lubelskim, w powiecie tomaszowskim, w gminie Tomaszów Lubelski.
W latach 1975–1998 miejscowość administracyjnie należała do województwa zamojskiego.
Kolonia jest sołectwem w gminie Tomaszów Lubelski. Według Narodowego Spisu Powszechnego z roku 2011 kolonia liczyła 329 mieszkańców.
Wierni Kościoła rzymskokatolickiego należą do parafii św. Ojca Pio w Tomaszowie Lubelskim.